# Département de Daloa
Le département de Daloa est un département de Côte d'Ivoire. Son chef-lieu est la ville de Daloa.

## Histoire
En 1980, le département a été réduit par séparation du département d'Issia.